# Ilia Kan
Ilia Kan est un joueur d'échecs soviétique né le 4 mai 1909 à Samara et mort le 18 décembre 1978 à Moscou. Il fut champion de Moscou en 1936, ex æquo avec Vladimir Alatortsev et reçut le titre de maître international en 1950. Il disputa de nombreuses parties contre Mikhaïl Botvinnik dans les années 1930. Kan a donné son nom à une variante de la défense sicilienne : la sicilienne Kan.

## Résultats aux championnats d'URSS (1929–1955)
Kan participa à dix finales du championnat d'URSS :
- 1929 (Odessa) : vainqueur du quart de finale et covainqueur de la demi-finale, troisième de la finale,
- 1931 (Moscou) : septième
- 1933 (Léningrad) : neuvième
- 1934-1935 (Léningrad) : neuvième ex æquo
- 1937 (Tbilissi) : treizième
- 1939 (Léningrad) : treizième  ex æquo
- 1945 (Moscou) : dix-septième
- 1947 (Léningrad) : treizième  ex æquo
- 1948 (Moscou) : dix-huitième
- 1955 (Moscou) : dix-septième

## Résultats aux championnats de Moscou
- 1931 : deuxième
- 1932 : troisième
- 1933-1934 : quatrième-cinquième ex æquo
- 1936 : premier ex æquo avec Alatortsev,
- 1937 : quatrième

## Tournois internationaux
- 1934 (Léningrad) : cinquième (victoire de Botvinnik)
- 1935 (Moscou) : sixième-septième (victoire de Botvinnik et Flohr)
- 1936 (Moscou) : septième ex æquo (victoire de Capablanca)
- 1937 (Moscou) : deuxième derrière Reuben Fine

## Contributions à la théorie des ouvertures

### Sicilienne Kan
Le nom de Kan a été donné à une variante de la défense sicilienne, caractérisée par les coups e6 et a6 : 1. e4, c5 ; 2. Cf3, e6 ; 3. d4, cxd4 ; 4. Cxd4, a6.

### Variante du Gambit Evans
Une variante du gambit Evans refusé porte le nom de Kan : 1. e4, e5 ; 2. Cf3, Cc6 ; 3. Fc4, Fc5 ; 4. b4, Fb6 ; 5. a4, a6 ; 6. Cc3.

### Variante de la défense est-indienne
1. d4, Cf6 ; 2. c4, g6 ; 3. g3, Fg7 ; 4. Fg2, O-O ; 5. Cf3, d6 ; 6. O-O, Cbd7 ; 7. Dc2, e5 ; 8. Td1.

## Publication
- La Défense dans la partie d'échecs, éd. Payot, 1974